# Psila freidbergi
Psila freidbergi är en tvåvingeart som beskrevs av Shatalkin 2001. Psila freidbergi ingår i släktet Psila och familjen rotflugor.
Artens utbredningsområde är Etiopien. Inga underarter finns listade i Catalogue of Life.